# Île Cross (Falkland)
Pour les articles homonymes, voir Île Cross.
L'île Cross (en anglais Cross Island) est une des îles Malouines (Falkland Islands).